# Salvelinus malma miyabei
Salvelinus malma miyabei is een ondersoort van de straalvinnige vissen uit de familie van de zalmen (Salmonidae). De wetenschappelijke naam van de soort is voor het eerst geldig gepubliceerd in 1938 door Oshima.